# ダッカ・レストラン襲撃人質テロ事件
ダッカ・レストラン襲撃人質テロ事件（ダッカ・レストランしゅうげきひとじちテロじけん）は、現地時間で2016年7月1日の21時21分に、バングラデシュの首都ダッカの外交関係施設などが集まるグルシャン地区のホーリー・アーティザン・ベーカリー (the Holey Artisan Bakery) を武装した7人が襲撃したテロ事件。

## 概要
襲撃の実行犯たちは、爆弾も投げ、数十人の人質をとり、警察との銃撃戦で警察官2名を射殺した。犯人たちは、「アッラーフ・アクバル（アッラーは偉大なり）」と叫びながら襲撃を行なったと報じられている。
この事件では28人が死亡したが、うち18人は外国人、2人が警察官で、犯人のうち6人も射殺された。バングラデシュ軍、バングラデシュ警察、RAB、バングラデシュ国境警備隊の合同部隊の作戦によって、犯人のうち1人は捕らえられ、人質のうち13人は解放された。バングラデシュの警視総監によれば、実行犯7人は全員がバングラデシュ人であったという。
さらに、事件に関与したとされる犯人の一人モハメド・サイフラ・オザキはバングラデシュ系日本人で、2002年から2011年まで大分県別府市の立命館アジア太平洋大学や福岡市の九州大学に留学し、2011年に京都市衣笠の立命館大学国際関係学部で経営学の助教に就任。2012年に帰化して日本国籍を取得し、2015年には准教授に昇格したが、5月頃からダッカ警察の捜査を受け、12月に大学の同窓生だった日本人の妻や子供とともにブルガリアに出国し、その後行方不明となったため、2016年の3月に立命館大学を解雇されていた。
オザキは、この間岩田学園や大分大学、九州大学の非常勤講師やシャープ情報システム事業本部共同研究者を歴任。日本への留学中の2008年頃にヒンドゥー教からイスラム教に改宗したとされ、日本でイスラーム過激派の思想に感化された可能性も指摘されている。
オザキは、2015年に日本からブルガリアに出国後、ISILに参加しており、ISILの最後の拠点となっていたシリアのバーグーズで2019年3月15日に拘束され、2019年5月20日にイラク北部のスレイマニーヤにある刑務所に移送されたことが明らかになった。なお、行動を共にしていた犯人の子供の内、2人は空爆で死亡し、3人は生存しているという。

## 背景
バングラデシュは人口1億7100万人の開発途上国であり、1人あたりGDPは年1,284ドルにとどまっている。イスラム系の武装組織ジャマート＝ウル＝ムジャーヒディーンが1998年に結成され、2005年に一連の爆弾テロの後に非合法化されているが、その後また活動が再開されている。バングラデシュ政府は、この組織の指導者であったシャイフ・アブドゥル・ラーマンとシーディク・ラーマンのふたりを、裁判にかけて死刑に処した。
2005年には、これとは別のイスラム系テロリスト集団ハルカト＝ウル＝ジハード・アル＝イスラーミーによる襲撃事件も起きているが、このグループは2004年ダッカ手榴弾襲撃事件や2001年ラムナ・バタムル爆破事件も引き起こしている。
2013年以来、バングラデシュではイスラム原理主義者による襲撃事件が増えつつあり、攻撃の対象は宗教的少数派、世俗的ないし無神論的著作家たちやブロガーたち、LGBTの権利を求めて運動する活動家たち、ラディカルではないイスラム教徒などにも広がっている。2015年9月以降だけでも、こうした襲撃事件は30件以上あったと言われている。ISILはこれらのうち21件について関与を主張している。2015年5月25日に非合法化された、また別のテロ集団アンサールッラー・バングラ・チームも、その一部について犯行声明を出している。グルシャン地区は、ダッカの中でも裕福な地区とされ、大使館等も数多く存在している。
死亡した実行犯の一人は、2015年10月3日にバングラデシュ北西部ロンプール県（Rangpur District）でタクシーに乗っていた日本人男性を殺害した事件に関与した疑いで指名手配されていた。

## 襲撃と救出作戦
襲撃は夜の21時20分ごろに始まった。犯人たち7人は、爆弾と銃で武装してレストランに侵入したが、犯人のうちの1人は剣も持参していた。犯人たちは「アッラーフ・アクバル」と叫びながら無差別に銃撃をはじめ、爆弾を数発爆発させた。テーブルの下に隠れた客もおり、パニック状態で階段を伝って屋上へ逃れたスタッフもいた。そのうちアルゼンチン国籍のウェイターが、ついてきた数人の従業員たちと屋上を封鎖した。彼らはその後、近くの建物に跳び移って逃げた。
2階にいたスタッフたちは、トイレの中に逃げ込んだ。全員で8人がトイレの中に潜んでいた。犯人たちは2階に上がり、ドアの前で「ベンガル人は出てこい」、「イスラム教徒なら出てこい」と呼びかけた。誰もこれに応じず黙っていたので、犯人たちは誰もいないと考えてトイレを施錠した。トイレ内にいたスタッフたちは、身内にテキストメッセージを送って、自分たちがトイレの中にいることを伝え、救助を求めた。犯人たちは、多数の人質を捕らえたが、そのほとんどは外国人であった。報道によれば、レストランのスタッフや、その他のバングラデシュ人に対する犯人たちの態度は「まったく礼儀正しく、心配りが行き届いていた」という。ある犯人は、親しく話すようになったスタッフに、外国人たちは、露出の多い服装やアルコール嗜好などにより、イスラームの普及の妨げになっているとして、「連中のライフスタイルは地元の人間が同じようにすることを勧めている」と不満を述べたという。
警部と当直警官の警察官2名は、銃声を聴いて捜査を開始した。警察もレストランでの事態を把握し、直ちにこれに対応した。警察が到着すると犯人たちと警察の間で銃撃戦となった。警察はレストランの周辺を封鎖して、人質の救出作戦を立て始めた。しかし、犯人たちは手榴弾を投げて爆発させ、上記2名の警察官を殺害した。
犯人たちは、レストランのスタッフが店内の一隅に隠れていたのを見つけ出した。犯人のひとりは、「他の連中は皆逃げたのに、お前は逃げられなかったのだから、これは神がお前の死をお望みだということだ」と言い、彼を爆発物とともに椅子に縛り付け、人間の盾にした。犯人たちは、イスラム教徒と、非イスラム教徒を分け始めた。イスラム教徒には食料と水を与え、非イスラム教徒には与えなかった。7月2日の未明、犯人たちは人質の一部を解放し始めた。ヒジャブをまとった女性たちの一団が解放された。そのうち若いバングラデシュ人の青年も解放されたが、友人たちが解放されなかったので、ひとりで出て行くことを拒んで留まった。
人質をとった犯人たちは、3つの要求を出した
- ジャマート＝ウル＝ムジャーヒディーンの指導者、カーレド・サイフッラー (Khaled Saifullah) の解放
- 犯人たちが退去するまでの身の安全
- 犯人たちが目指すイスラーム確立の大義の認知

レストランの内部を撮影した写真と称するものが、親ISILのTwitterアカウントから配信され、いくつもの死体や、床に血の海が広がる状態が写されていた。
救出作戦が、バングラデシュの大統領アブドゥル・ハーミドによって命じられ、「稲妻作戦 (Operation Thunderbolt) と名付けられた。作戦は、バングラデシュ陸軍第1空挺コマンド大隊が主導した。バングラデシュ陸軍のほか、海軍、空軍、国境警備隊、警察、RAB、SWATが加わり、合同部隊は現地時間で朝の7時40分から救出作戦を開始した。百人規模の特殊部隊員がレストラン内に殺到し、9台の装甲兵員輸送車（APC）が壁を突き破って突入した。12分か13分ほどのうちに、現場は制圧された。その後の救出作業は50分ほどかかった。作戦決行時には、陸軍と海軍の指揮官たちが現場で見守った。
人質のうち、13人は救出された。犯人のうち6人は銃撃戦の中で射殺されたが、1人は生きて捕らえられた。
『The Daily Kaler Kantho』は、武装集団アンサール・アル＝イスラームが、実際に襲撃が始まる10時間ほど前に、Twitterで襲撃を予告していたと報じている。

## 犠牲者
| 国             | 死者数 |
| -------------- | ------ |
| イタリア       | 9      |
| 日本           | 7      |
| バングラデシュ | 4      |
| インド         | 1      |
| アメリカ合衆国 | 1      |
| 合計           | 22     |

この事件で、民間人20人、犯人6人、警察官2人の死亡が確認され、50人の負傷者が出たが負傷者の大部分は警察官であった。死亡した警察官2人は、ダッカ首都警察捜査局の警視監 (assistant commissioner) と、近傍のボナニ署 (Banani police station) の当直警官であった。犠牲者は繊維業で駐在していたイタリア国籍の者が一番多く、この中には妊娠し、帰国日が決まっていた女性もいた。当初、バングラデシュ陸軍は、救出作戦時に殺された人質20人はすべて外国人で、「鋭利な刃物で残虐に殺害されていた」と発表した。『クルアーン』の一節を暗唱できた者は命を助けられたが、これは犯人たちが非イスラム者（カーフィル）だけを殺害しようとしたためである。
犠牲者の中には、国際協力機構（JICA）関係者である男性5人と女性2人の日本人7人が含まれていた。インド国籍で、アメリカ合衆国の名門大学、カリフォルニア大学バークレー校に学んでいた19歳の女学生も殺害された。

## 日本政府の対応
事件を受け、7月2日に安倍晋三内閣総理大臣は、第24回参議院議員通常選挙での自民党の選挙遊説を中止して、国家安全保障会議を開催。総理大臣官邸危機管理センターの情報連絡室を改組して官邸対策室とし、人命第一での対応を関係各省に指示した。警察庁は沖田芳樹警備局長を本部長とした対策本部を設置し、外事特殊事案対策官及び国際テロリズム緊急展開班をダッカに派遣した。外務省は岸田文雄外務大臣を本部長とした緊急対策本部を設置し、木原誠二外務副大臣及び海外緊急展開チーム、国際テロ情報収集ユニット担当者をダッカに派遣した。
7月3日には、日本国政府専用機を出し、被害者家族8名及び、越川和彦副理事長ら国際協力機構職員をダッカに派遣した。また、能化正樹外務省領事局長及び川村泰久外務報道官が、マスメディアにより遺族家族の意向に反する取材がなされているとして、配慮を要請した。
7月4日、神奈川県警察、埼玉県警察、警視庁及び千葉県警察による合同捜査本部を設置。合同捜査本部は国外犯規定を適用して、殺人や人質強要処罰法違反などの疑いを視野に捜査を開始。死亡した7人の遺体については、翌5日に検視及び司法解剖を実施した。
7月4日、テロ事件に際しては異例となる天皇・皇后による遺族に対する哀悼の言葉などが河相周夫侍従長に伝えられ、翌5日に岸田外務大臣を通じて遺族らに伝達された。

## 裁判
2018年7月、ISILに忠誠を誓う地元過激派、ネオ・ジャマトゥル・ムジャヒディン・バングラデシュ（ネオJMB）の8人が資金提供などの形で事件に関与したとして起訴。2019年11月27日、反テロ特別法廷は7人に死刑、1人が証拠なしとして無罪の判決を言い渡したが、死刑判決を受けた7人は後に終身刑へと減刑された。

## 慰霊碑
2022年7月、ダッカメトロ展示情報センター内に、犠牲となったダッカ都市鉄道事業の関係者７名の慰霊碑が建立された。